# Ouragan Isaias (2020)
L’ouragan Isaias est le neuvième cyclone tropical à se former durant la saison cyclonique 2020 dans l'océan Atlantique nord et le second ouragan. Ce système capverdien est née d'une onde tropicale sortie de la côte ouest-africaine et qui a traversé l'Atlantique tropical avant de devenir le cyclone tropical potentiel Neuf le 28 juillet à l'est des Petites Antilles. Se dirigeant vers l'ouest-nord-ouest, elle a traversé dans le nord-est de la mer des Caraïbes avant de devenir une tempête tropicale. Passant ensuite sur Hispaniola, il en est ressorti non affecté avant de devenir un ouragan de catégorie 1 de l'échelle de Saffir-Simpson le 31 juillet près des Bahamas.
Remontant vers la Floride, qu'il atteignit le 2 août, Isaias retomba au niveau de tempête avant d'y arriver à cause de la friction avec la côte et du cisaillement des vents en altitude. La tempête tourna ensuite graduellement vers le nord-est en suivant la côte est des États-Unis. Elle redevint un ouragan de catégorie 1 le 3 août juste avant d'entrer dans les terres près de la frontière entre la Caroline du Sud et la Caroline du Nord. À cause de la friction, Isaias faiblit ensuite graduellement mais le système resta tropical grâce à sa proximité avec les eaux chaudes de la côte et le soutien dynamique d'un courant-jet du sud-ouest. Ce n'est qu'en arrivant à la frontière entre le Québec et le Vermont près de minuit le 5 août que le système devint une dépression des latitudes moyennes. Celle-ci traversa le Québec en direction du Labrador, au Canada, avant d'être absorbée par un autre système venant de l'ouest.
Isaias a battu le record de l'ouragan Irene en 2005 pour le neuvième cyclone tropical nommé le plus rapidement durant une saison atlantique. Le système a causé des inondations dévastatrices et des dégâts dus au vent à Porto Rico, en République dominicaine et le long de la côte est des États-Unis. Au moins 12 personnes sont mortes dans les intempéries et 5 autres indirectement, surtout lors du nettoyage des dégâts. Selon la société de modélisation des risques Karen Clark & Co, les dommages assurés causés par Isaias devraient s'élever à 4 milliards de dollars américains aux États-Unis et environ 200 millions de dollars dans les Caraïbes, incluant les dommages causés par le vent et les ondes de tempête couverts mais pas les pertes dues aux inondations.

## Évolution météorologique
Le 23 juillet en soirée, le NHC a commencé à suivre une onde tropicale sortant de la côte ouest-africaine. À 3 h UTC le 26 juillet, l'onde s'étant organisée, la probabilité de développement d'un système tropical augmenta à plus de 50 %. À 15 h UTC le 28 juillet, le NHC a émis le premier bulletin pour le cyclone potentiel Neuf, situé à 940 km à l'est-sud-est des Petites Antilles, et les premiers avertissements pour ces îles bien que les photos visibles
de l'imagerie satellitaire et les données de vent montraient que la circulation du système était encore allongée avec un centre peu défini. À 15 h 15 UTC, une veille de tempête tropicale fut émise par le gouvernement de la République dominicaine depuis Cabo Engano jusqu'à la partie nord de la frontière Haïtienne.
À 3 h UTC le 29 juillet, Neuf était rendu à moins de 400 km des Petites Antilles et ses nuages y donnaient déjà de la pluie torrentielle. Cependant, les données satellitaires et d'un avion de reconnaissance ne montraient pas encore un centre bien organisé. À 9 h UTC, elle est passée à 10 km au sud de la Dominique en direction ouest-nord-ouest dans la mer des Caraïbes et les Grandes Antilles, ainsi que les Bahamas, furent mises en alerte cyclonique.

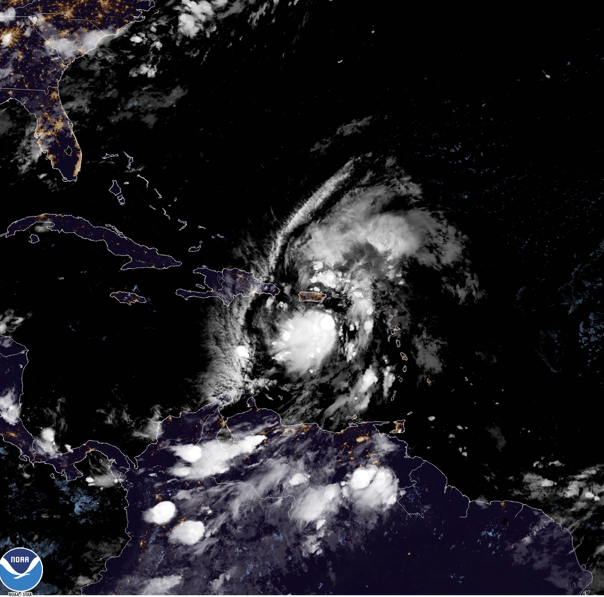
Isaias venant juste d'être nommé au sud de Porto Rico.

À 3 h UTC le 30 juillet, Neuf est devenu la tempête tropicale Isaias alors qu'elle était située à 250 kilomètres au sud de Ponce (Porto Rico), donnant un nouveau record de formation hâtive pour la neuvième tempête nommée, battant l'ouragan Irene de 2005. Le centre mal défini de la tempête a touché l'est de la République dominicaine en mi-journée (vers 16 h UTC). En soirée, Isaias a réémergé sur les eaux se dirigeant vers les Bahamas à 30 km/h sans avoir perdu de son intensité et avec la Floride ajouté aux alertes cycloniques.
À 4 h UTC le 31 juillet, Isaias fut rehaussé au niveau d'ouragan de catégorie 1 alors que le système était à 130 km au sud-est de Great Inagua à la suite du rapport d'un avion de reconnaissance. Tôt le 1er août, il était rendu à 30 km à l'est d'Andros (Bahamas), ayant des vents de 140 km/h et se déplaçant vers le nord-ouest à 19 km/h. Il montrait un aspect irrégulier à cause d'une injection d'air sec et du cisaillement des vents en altitude. À 21 h UTC, dans cet environnement les vents du système sont retombés juste sous le niveau d'un ouragan et le HNC l'a reclassé tempête tropicale mais estimait que ce ne serait que temporaire.
Cependant, le 2 août au matin, Isaias était toujours une tempête tropicale en passant entre la côte de la Floride et Grand Bahama. Ses vents soutenus demeuraient entre 100 et 110 km/h à cause de la friction et du cisaillement des vents mais ses pluies étaient abondantes. Les alertes cycloniques furent allongés aux Carolines et à la Géorgie. En fin de journée, les veilles et alertes furent étendues tout le long de la côte est des États-Unis jusqu'à Long Island (New York) alors que la tempête remontait juste au large de la côte de la Floride.

Boucle des images du radar météorologique montrant Isaias touchant la côte à la frontière des Carolines.

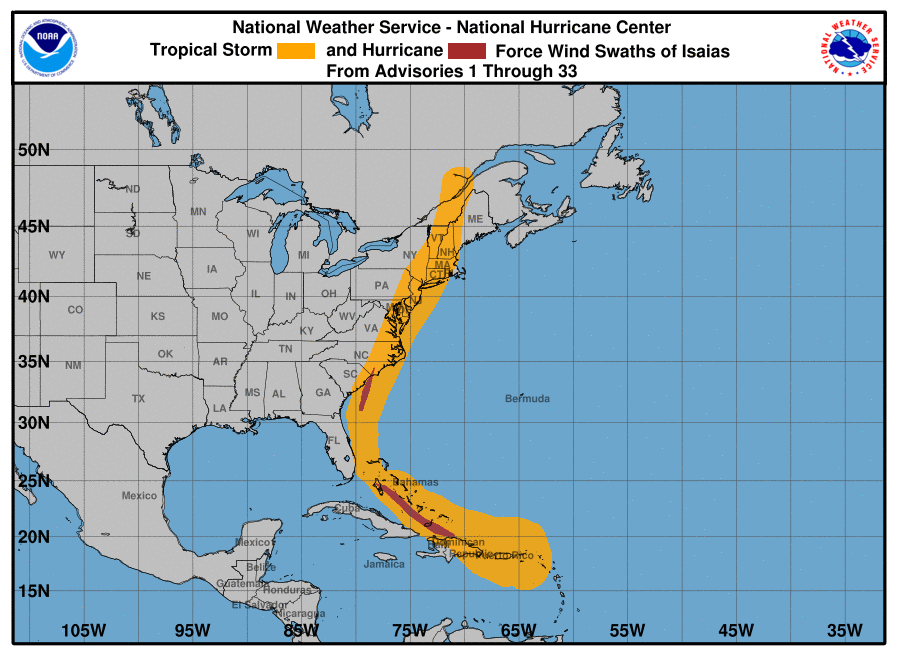
Corridor de vents de tempête (orange) et d'ouragan (rouge) avec Isaias.

Le 3 août au matin, la tempête était rendue à 155 km au large de Jacksonville (Floride) et sa trajectoire commençait à courber vers le nord. Les veilles et alertes cycloniques étaient étendues jusqu'au Maine puisque la trajectoire prévue d’Isaias le faisait longer la côte est des États-Unis. En fin de journée, la trajectoire s'est incurvée vers le nord-nord-est et à 1 h UTC le 4 août (21 h locales le 3 août), Asias est redevenu un ouragan de catégorie 1 juste au large de la Caroline du Sud selon les données colligées par un avion de reconnaissance qui montraient que les vents soutenus atteignaient 135 à 140 km/h.  À 3 h 10 UTC, le centre de l'ouragan a touché la côte près de Ocean Isle Beach (Caroline du Nord) et est entré dans les terres en direction nord-nord-est à 35 km/h. Une station météorologique a rapporté des vents de 122 km/h avec rafales à 140 km/h.
À 7 h UTC le 4 août, le système est retombé au niveau de forte tempête tropicale à cause de la friction et s'est mis à accélérer dans le flux du sud-ouest en altitude. Son affaiblissement fut relativement lent dû à la présence d'un courant-jet dans le flux et du fait qu'elle se déplaçait non loin des eaux chaudes de la côte. À 12 h UTC, Isaias était passé en Virginie et accélérait, se déplaçant à 54 km/h. La tempête a ensuite traversé la baie de Chesapeake en direction de la péninsule de Delmarva puis de l'est de la Pennsylvanie et le New Jersey. À 21 h UTC, Isaias était rendu près d'Albany (New York).
Le 5 août à 3 h UTC, le NHC a déclaré Isaias un cyclone post-tropical alors qu'il était à 70 km à l'est-sud-est de Montréal (Québec), Canada, soit juste à la frontière avec le Vermont. Les vents soutenus étaient encore de 70 km/h et le déplacement du système à 61 km/h vers le nord-nord-est. À 9 h UTC, le NHC a émis son dernier bulletin alors que l'ex-Isaias était rendu à 90 km au nord de la ville de Québec et se dirigeait vers le Labrador où elle sera absorbée par une autre dépression.

## Préparatifs

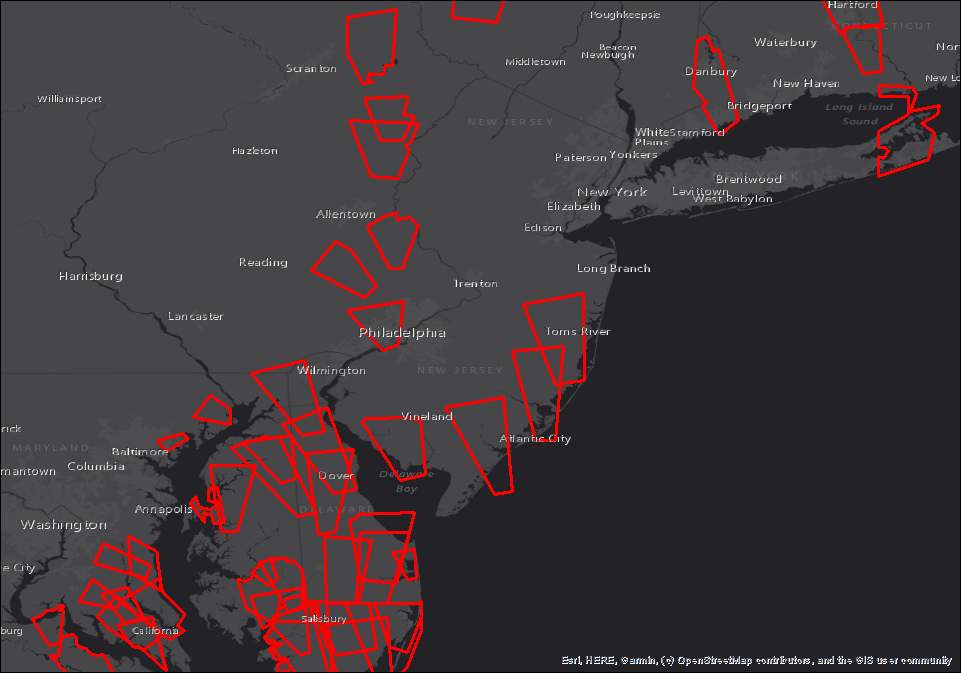
Carte montrant les alertes de tornades du Delmarva au Connecticut.

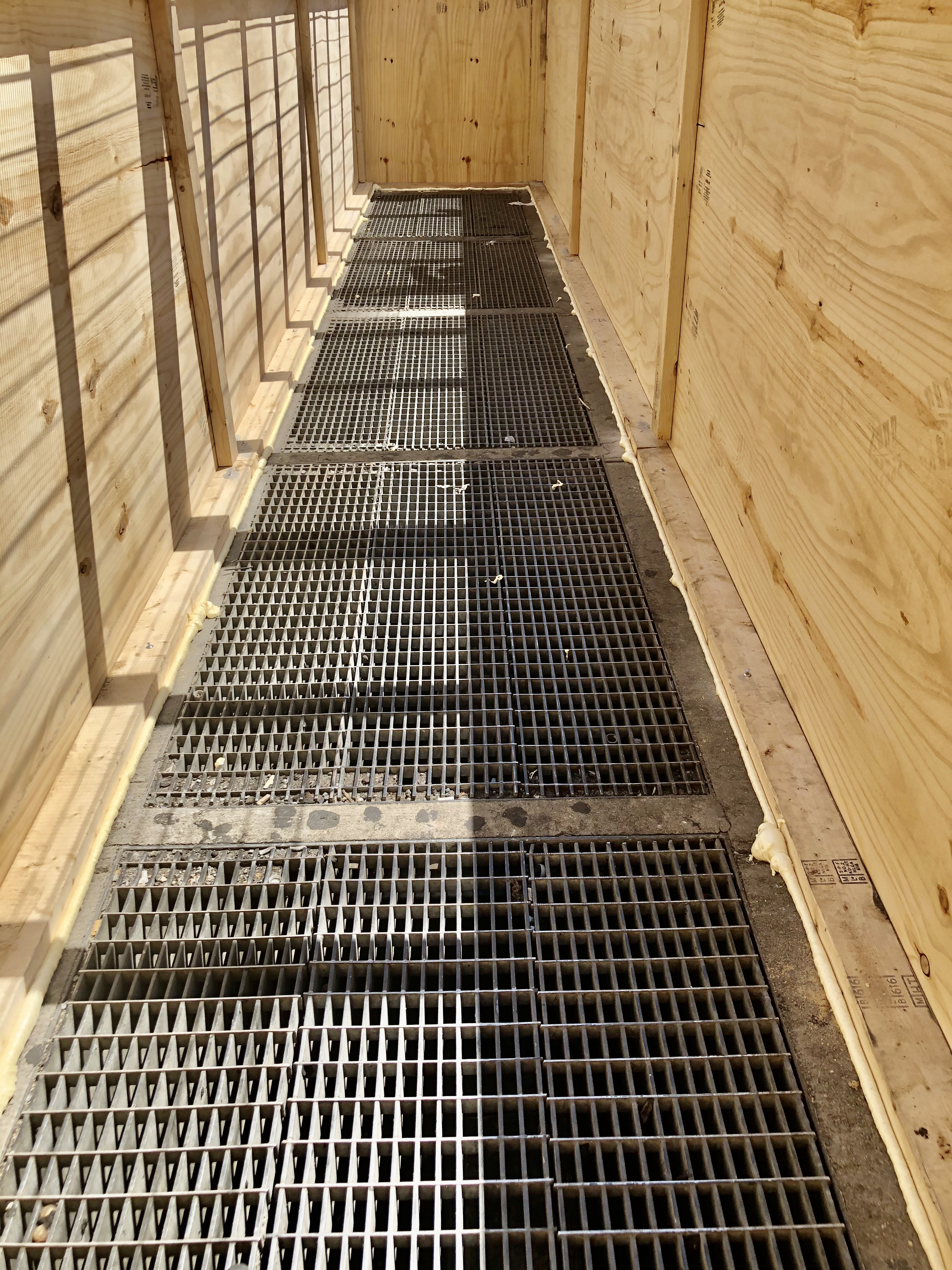
Protection temporaire aux inondations des bouches d'aération du métro de New York.

De nombreux avertissements de tempête tropicale et d'onde de tempête ont été émis pour les zones situées sur la trajectoire d’Isaias, débutant par les Petites et Grandes Antilles le 28 juillet lorsque le système a été désigné Cyclone Tropical Potentiel Neuf comme mentionné dans la section précédente. La mise à jour au statut d'ouragan a fait passer tous les avertissements aux Bahamas et pour la Floride à des avertissements d'ouragan temporairement. Pareillement, les côtes des Carolines furent rehaussés à avertissement d'ouragan avec le regain de force d’Isaias. Des avertissements de pluie et de vents furent émis pour le nord-est des États-Unis et le Québec. Il y eut également 109 alertes de tornades  émis à travers 12 États américains lors du passage d’Isaias.
Aux Bahamas, les habitants des îles Abaco et Grand Bahama ont été évacués avant la tempête alors que de nombreux citoyens vivaient encore dans des structures temporaires en raison des dommages causés par l'ouragan Dorian en 2019 et qui pouvaient être facilement détruites. Le service météorologique des Bahamas a conseillé aux citoyens de se barricader. Le gouvernement des Bahamas a levé certaines restrictions mise en place pour l'épidémie de COVID-19 afin que les gens puissent voyager librement vers des endroits plus sûrs. Des refuges ont été ouverts sur les plus grandes îles de la chaîne, les habitants des îles moins peuplées devant se déplacer pour atteindre un abri. La société de distribution électrique a coupé préventivement le courant dans les zones à haut risque d'inondations de New Providence, l'île la plus peuplée des Bahamas.
En prévision de la tempête, l'État de Floride a fermé les sites de test pour le Covid-19 le 30 juillet en raison des impacts prévus. Le jour suivant, le gouverneur de Floride, Ron DeSantis, a déclaré l'état d'urgence pour la côte est de l'État. Le même jour, le gouverneur de la Caroline du Nord, Roy Cooper, a aussi déclaré l'état d'urgence et l'évacuation obligatoire de l'île d'Ocracoke dans les Outer Banks.
En Géorgie, les plages ont été fermées et le Coast Health District a suspendu toutes ses opérations. Le pont Sidney-Lanier à Glynn fut fermé à 6 heures du matin le 3 août à l'approche de la tempête. À Savannah, le Talmadge Memorial Bridge devait être fermé à la circulation à 14 heures ce jour-là, mais il est resté ouvert. Des inspections étaient prévues pour les deux ponts après le passage de la tempête,.
Juste avant l'arrivée de la tempête, l'état d'urgence a été décrété pour tout l'état du New Jersey. Le maire de New York, Bill de Blasio, a déclaré lors d'une conférence de presse le 31 juillet que la ville surveillerait la tempête et le 2 août, le gouverneur de New York Andrew Cuomo a déclaré, en conjonction avec un communiqué de presse de New York City Emergency Management, que les autorités se préparaient aux effets pour la région de New York et de Long Island.

## Impact
| Pays                   | Décès directs | Décès indirects | Dommages (milliards $US) | Références |
| ---------------------- | ------------- | --------------- | ------------------------ | ---------- |
| Porto Rico             | 1             | 0               | >0,061                   | ,          |
| République dominicaine | 2             | 0               | N/D                      | ,          |
| États-Unis             | 9             | 5               | >5                       | ,          |
| Total                  | 12            | 5               | >5,225                   |            |
| Total                  | 17            |                 | >5,225                   |            |

### Antilles

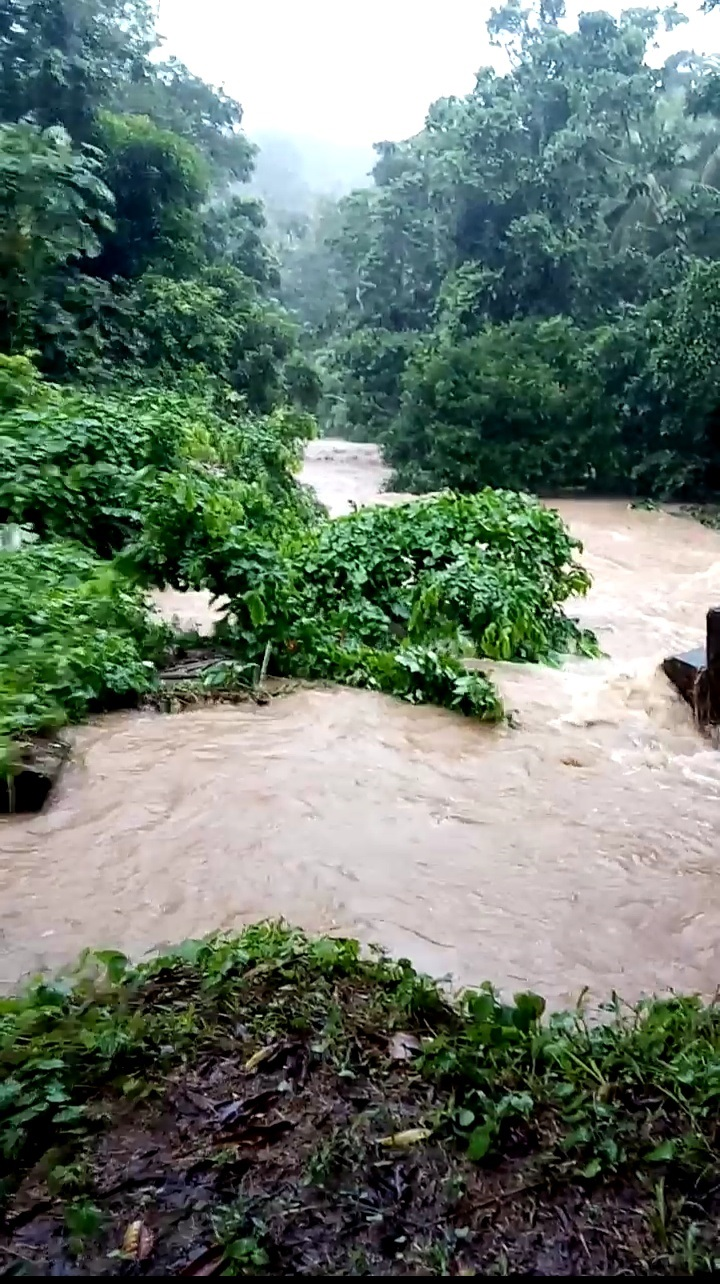
Débordement de rivière à Porto Rico.

La plupart des îles des Antilles souffraient de conditions de sécheresse modérées à sévères dues à un printemps et un début d'été anormalement secs. La sécheresse était particulièrement sévère à Porto Rico et en République dominicaine, le gouverneur de Porto Rico ayant déclaré l'état d'urgence à la fin du mois de juin et ordonné le rationnement de l'eau, soumettant les habitants des zones touchées à des coupures d'eau de 24 heures tous les deux jours. Isaias a ainsi atténué la sécheresse dans de nombreuses régions des Caraïbes.
Le précurseur d’Isaias a apporté de bandes orageuses aux Petites Antilles avec un maximum d'accumulation rapporté de 80 mm dans la ville de Salisbury (Dominique). Selon la société de modélisation des risques Karen Clark & Co, les dommages assurés causés par Isaias devraient s'élever à environ 200 millions de dollars américains dans les Caraïbes. Dans son rapport de septembre, la compagnie de gestion des risques AON a estimé que les pertes dans les Antilles étaient de plus de 225 millions $US.

#### Porto Rico
À Porto Rico, il est tombé de 50 à 100 mm de pluie en général mais l'est et l'extrême sud-ouest de l'île ont été plus arrosés. La capitale San Juan a ainsi ramassé 153 mm de pluie du 29 au 30 juillet et certaines parties de l'est ont recueilli plus de 260 mm selon des estimations de 48 heures du National Weather Service. Des débordements de rivières ont été enregistrées par les jauges de l'USGS à plusieurs endroits.
De nombreux arbres sont tombés à cause du vent, des glissements de terrain et des inondations ont été signalés dans le sud-ouest l'île selon la gestion locale des urgences. Environ 448 000 clients ont perdu l'électricité et environ 150 000 ont perdu l'eau potable en raison des pannes et de prises d'eau bloquées. La ville entière de Yauco était dans le noir et toutes les routes d'accès étaient inondées ou bloquées par des arbres tombés. De nombreuses villes environnantes de l'est de Porto Rico n'avaient pas non plus d'eau potable ni d'électricité en raison d'un manque d'accès aux zones endommagées.
Trois portes sur le barrage du réservoir Carraízo à Trujillo Alto ont été ouvertes en raison du ruissellement. La Garde nationale a secouru au moins 35 personnes, dont deux nouveau-nés et les autorités d'une ville du nord-ouest ont signalé qu'une femme avait disparu dans les eaux de crue alors qu'elle tentait de traverser un pont en voiture. En raison des dégâts importants, le président Donald Trump a approuvé une demande de déclaration d'urgence du gouverneur de Porto Rico, Wanda Vázquez.
Les dommages agricoles étaient estimés à 47,5 millions $US, dont 69 % à la récolte de bananes. À Mayagüez, l'une des municipalités les plus durement touchées, les dommages étaient de plus de 13 millions de dollars.

#### Hispaniola
En République dominicaine, certaines régions de la République dominicaine ont reçu jusqu'à 13 pouces (330 mm) de pluie d’Isaias, selon le bureau météorologique national du pays,.  Les inondations causées par le débordement des cours d'eau ont isolé 131 villes et 5 000 personnes ont été évacuées. Les inondations généralisées furent signalées entre autres à Hato Mayor del Rey, une ville de 70 000 habitants. Les crues ont également endommagé au moins 23 aqueducs, coupant l'eau potable à plus de 335 000 personnes et plus de 72 000 clients ont perdu de l'électricité. Selon le quotidien El caribe, des toits ont été arrachés à des maisons à Puerto Plata et une tour de transmission radio est tombée, le Centre des opérations d'urgence signalant que plus de 1 100 maisons étaient endommagées dans le pays.
Un homme a été tué dans la province d'El Seibo lorsqu'une ligne électrique est tombé sur le cheval qu'il montait. Un garçon de 5 ans a aussi été tué lorsqu'un arbre est tombé et a écrasé sa maison à Altamira, dans la province de Puerto Plata.
À Haïti dans la partie ouest d'Hispaniola, seulement des dégâts minimes aux maisons et aux récoltes furent signalés.

#### Bahamas
Aux Bahamas, Isaias a endommagé les toits et renversé des arbres en frappant du 31 juillet au 1er août, frappant certaines zones qui se remettaient encore de la dévastation de l'ouragan Dorian juste un an auparavant. Il y a eu de nombreux rapports sur les médias sociaux faisant état de vents de force tempête tropicale et de fortes pluies causées par la tempête. Le 2 août, les premiers rapports des autorités mentionnaient des dommages généralement mineurs aux îles Berry et à l'archipel d'Andros.

### États-Unis
Isaias a causé des dégâts matériels et privé d’électricité près de 5 millions de clients résidentiels et commerciaux, selon le site poweroutage.us, en majorité dans l’État du New Jersey,. Au moins 30 tornades ont été engendrées de la Caroline du Sud au New Jersey et en Pennsylvanie. Les rafales ont atteint jusqu'à 140 km au point d'impact en Caroline du Nord et plus de 80 km/h tout le long de sa trajectoire jusqu'à la frontière canadienne avec le Vermont, causant de nombreux bris. La pluie à l'intérieur des terres et l'onde de tempête le long de la côte ont causé des inondations.
Au moins 9 personnes ont perdu la vie directement dans les intempéries et 5 autres indirectement par la suite. Selon la société de modélisation des risques Karen Clark & Co, les dommages assurés causés par Isaias devraient s'élever à 4 milliards de dollars américains aux États-Unis, incluant les dommages causés par le vent et les ondes de tempête couverts mais pas les pertes dues aux inondations. Dans son rapport de septembre, la compagnie de gestion des risques AON a estimé que les pertes aux États-Unis étaient de plus de 5 milliards $US.

#### Floride
Les bandes externes de pluie ont commencé à avoir un impact sur la côte est de la péninsule de Floride le 1er août, causant des inondations locales. Des pannes de courant, causées par les vents, furent signalées en raison de fils électriques tombés. Les dommages furent pour la plupart mineurs et beaucoup moins importants que prévu à l'origine en raison de l'affaiblissement d’Isaias et de son passage au large.

#### Carolines

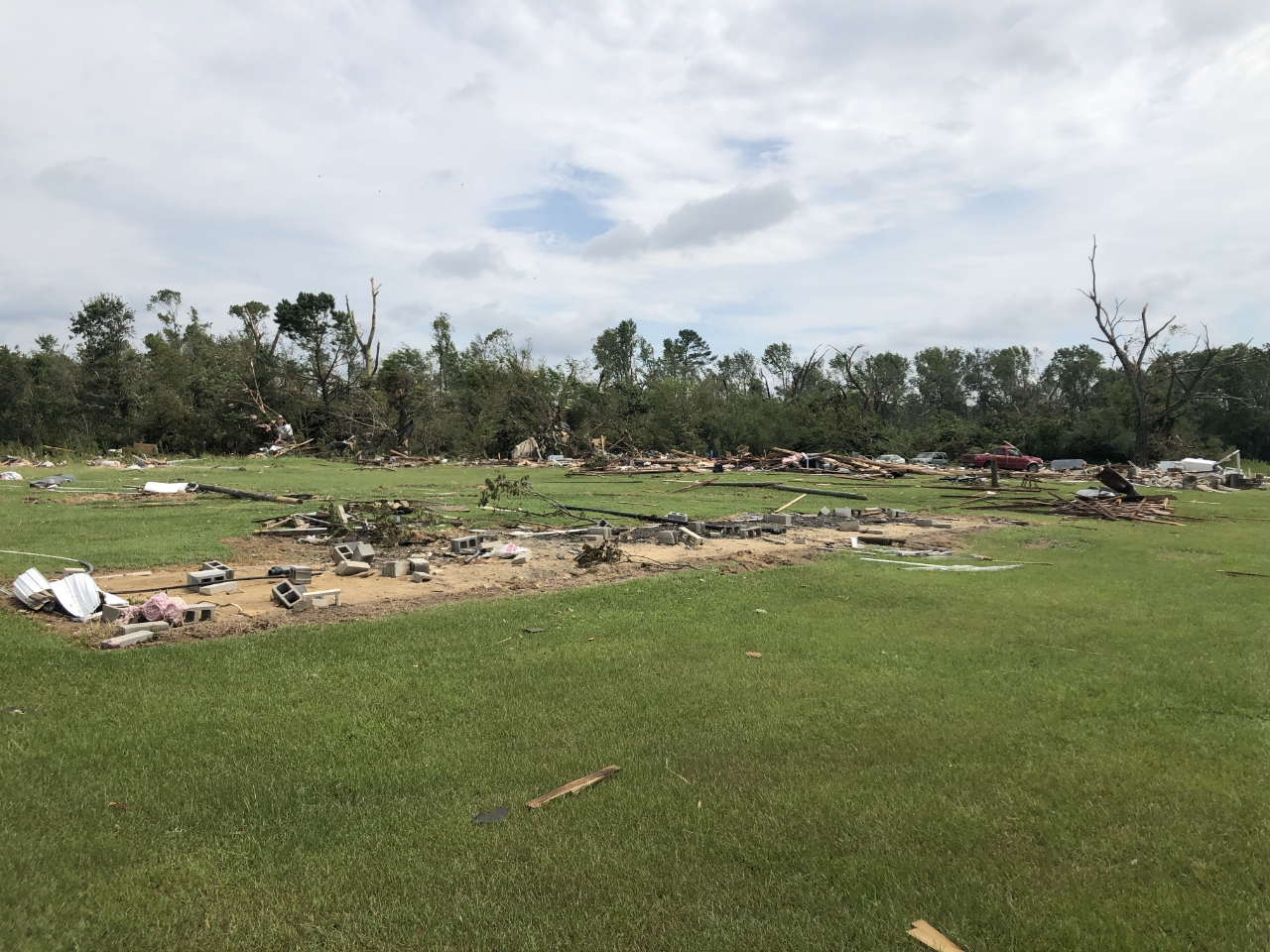
Dommage à un parc de maisons mobiles par la tornade de force EF3 près de Windsor (Caroline du Nord).

L'ouragan Isaias a généré la troisième plus haute marée haute jamais enregistrée à Myrtle Beach, en Caroline du Sud. Des arbres et des lignes électriques furent renversés à Myrtle Grove, en Caroline du Nord par le passage du mur de l'œil,. À North Myrtle Beach seulement, 483 propriétés ont subi des dommages et les pertes ont dépassé les 2,4 millions de dollars dans la ville. De lourds dommages ont été infligés à plusieurs maisons à l'île Oak et Ocean Isle Beach, Caroline du Nord. Les dommages à Holden Beach à eux seuls ont dépassé 40 millions de dollars. Au moins 109 bébés tortues marines ont été retrouvés morts à North Myrtle Beach après le passage de la tempête.
Dans les deux Carolines, près de 400 000 personnes ont perdu l'électricité. Au moins 14 tornades ont causé des dégâts en Caroline du Nord dont 2 à Bald Head Island, une près de Windsor et une autre, intense et destructrice, près de l'université Chowan à Murfreesboro. Une tornade dans le comté de Bertie, Caroline du Nord, a tué deux personnes. Cette intense tornade a touché terre pour la première fois au sud-ouest de Woodard et s'intensifia rapidement en se déplaçant vers le nord-ouest. La tornade a atteint son intensité maximale, détruisant complètement trois maisons mobiles, une grange et une maison d'un étage à la force EF3. Atteignant ensuite sa largeur maximale, elle frappa un parc de maisons mobiles, détruisant une dizaine d'entre elles, endommageant gravement plusieurs autres et causant les deux décès. La tornade s'est poursuivie en faisant d'autres dégâts avant de se dissiper le long de la route d'État 308. La tornade ne fut au sol que pendant 11 minutes, le long d'un corridor 16 km de longueur et 550 m de large. En plus des deux décès, 14 autres personnes furent blessées.
Isaias a aussi indirectement conduit à la mort de deux personnes à Wilmington (Caroline du Nord) le 5 août. Les deux hommes nettoyaient les débris lorsque la foudre les a frappés.

#### Mid-Atlantic

Boucle radar montrant certaines des zones (parallélogrammes en rouge) mis en alerte de tornades dans le Mid-Atlantic.

En Virginie, une station météo de la NOAA à York River East a signalé un vent soutenu de 94 km/h et une rafale à 150 km/h. De nombreuses tornades furent signalées dans toute la région du Mid-Atlantic dont certaines ont causé de sérieux dommages,. Ainsi vers 14 h 53 UTC, une station météorologique à Long Beach Island au New Jersey a mesuré une rafale de 176 km/h associée à un orage produisant une tornade (à la limite entre EF1 et EF-2 dans l'échelle de Fujita améliorée). Une autre tornade de force variable ayant duré 20 minutes le long d'un corridor de 32 km et large de 460 m a frappé à son maximum d'intensité d'EF-2 la ville de Doylestown (Pennsylvanie),.
À travers la Virginie et le Maryland, Isaias a laissé 400 000 clients sans électricité. Les vents violents ont renversé trois semi-remorques sur le pont de la route nationale 50 au-dessus de la rivière Choptank à Cambridge (Maryland). La tempête a entraîné des fermetures de routes et des pannes de courant dispersées en Virginie, en particulier dans les régions de Richmond et de Tidewater sur la côte. Les vents ont endommagé de nombreuses maisons, abattu des arbres et des fils, ainsi que fait d'autres dommages à Ocean City (Maryland) et à de nombreuses autres communautés de la région. Les dommages aux plages furent cependant minimes.
En Pennsylvanie, la pluie a provoqué des inondations à plusieurs endroits sur l'est de l'État, forçant les secouristes à intervenir à Belmont Hills et Chadd's Ford. Des inondations généralisées se sont également produites dans la région métropolitaine de Philadelphie dont les bretelles d'accès et de sortie de l'Interstate 95 à Broad Street. Une barge non sécurisée le long de la rivière Schuylkill à Philadelphie s'est détachée à la suite des inondations et a frappé le pont de l'Interstate 676, provoquant la fermeture d'une partie de la route et la suspension du service ferroviaire régional SEPTA.
Dans le New Jersey, la tempête a provoqué des rafales de vent de 114 km/h, ainsi que de fortes pluies, provoquant de nombreuses pannes de courant. Le gouverneur Phil Murphy a déclaré l'état d'urgence car 1,36 million de personnes ont perdu l'électricité dans tout l'État,. Les vents ont fait tomber un clocher d'église à Ocean City (New Jersey).
Une personne a été tuée après qu'un arbre soit tombé sur son véhicule dans le comté de Saint Mary (Maryland). Une autre personne a été tuée à Milford (Delaware) lorsqu'un arbre est tombé sur sa maison. Une femme de 44 ans est décédée lorsque son véhicule a été balayé dans une zone inondée du canton d'Upper Saucon, comté de Lehigh en Pennsylvanie.  Une fillette autiste de 5 ans disparu de son domicile de la région de Philadelphie durant la tempête fut retrouvée morte, probablement emportée par les eaux de crue du ruisseau derrière sa maison. Un homme de 21 ans s'est noyé au large de Cape May, New Jersey en raison d'un fort courant d'arrachement et des vagues. Le gouverneur de Virginie a annoncé qu'une personne est morte dans le comté de Lancaster (Virginie) où le Service météorologique national a signalé qu'une tornade a frappé près de la ville de Kilmarnock.
Un autre homme est mort indirectement à River Vale, New Jersey, par électrocution lorsqu'il a touché des fils électriques tombés au sol en nettoyant sa cour après la tempête.

#### New York et Nouvelle-Angleterre

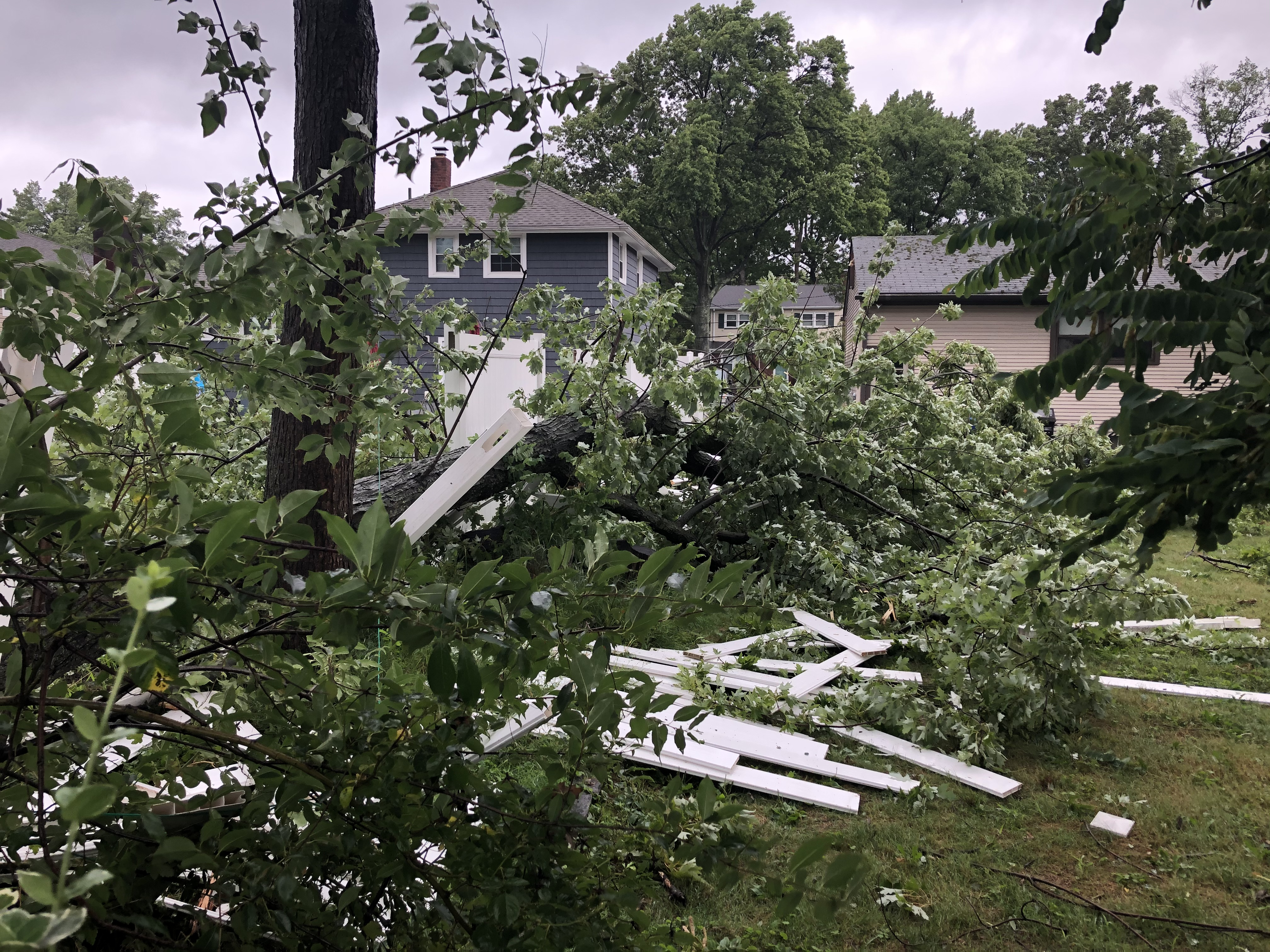
Arbre cassé par le vent au New Jersey.

À New York, des rafales violentes ont été signalés aux aéroports de Farmingdale (126 km/h), John-F.-Kennedy (113 km/h) et La Guardia (111 km/h) en après-midi le 4 août. Des rafales de plus de 80 km/h ont été aussi signalées dans 
le sud-est de l'État de New York, nord-est du New Jersey, le Connecticut et le Rhode Island. Le service aux stations en surface du métro de New York fut suspendu en raison de vents soutenus de plus de 60 km/h,.
Le rivage sud du Connecticut, le long du détroit de Long Island, a connu des rafales de 97 km/h et certaines plages ont été touchées par l'onde de tempête.
Une personne a été tuée lorsqu'un arbre est tombé sur sa voiture dans le Queens (New York). Une personne a été tuée après avoir été frappée par la chute d'un arbre à Naugatuck, Connecticut. Une autre est décédée dans les mêmes circonstances à North Conway, New Hampshire.
Un autre homme est mort indirectement à Newtown (Connecticut) lorsqu'il est mort de la taille d'un arbre qu'il coupait avec un ami après le passage de la tempête.

### Québec
Le passage de l'ex-Isaias sur le Québec a causé jusqu'à 75 000 pannes de courant. Le 5 août au matin, il y avait encore 48 975 clients d’Hydro-Québec toujours sans électricité, dont 33 897 dans la région métropolitaine de Québec. La vallée du Saint-Laurent, de Montréal à Québec, a reçu 60 mm de pluie en quelques heures et jusqu’à plus de 90 mm par endroits, dont 100 mm à Trois-Rivières et 120 mm au Massif de Charlevoix,. La région du Lac Saint-Jean a également reçu une soixantaine de millimètres avec les restes d’Isaias, ce qui s'ajoutaient aux 100 mm tombés sous des orages deux jours auparavant. Cela a causé le débordement d'un conduit qui permettait l'évacuation des eaux à la station de pompage de Roberval qui inonda 29 bâtiments, deux rues et six ponceaux. Les ruisseaux et les barrages étaient sous surveillance pour débordement ailleurs dans la région.
Des rafales atteignant 91 km/h ont été rapportés à l’île d'Orléans causant des bris aux arbres et structures dans la région de Québec.